# Tourillon (organologie)
Pour les articles homonymes, voir tourillon.

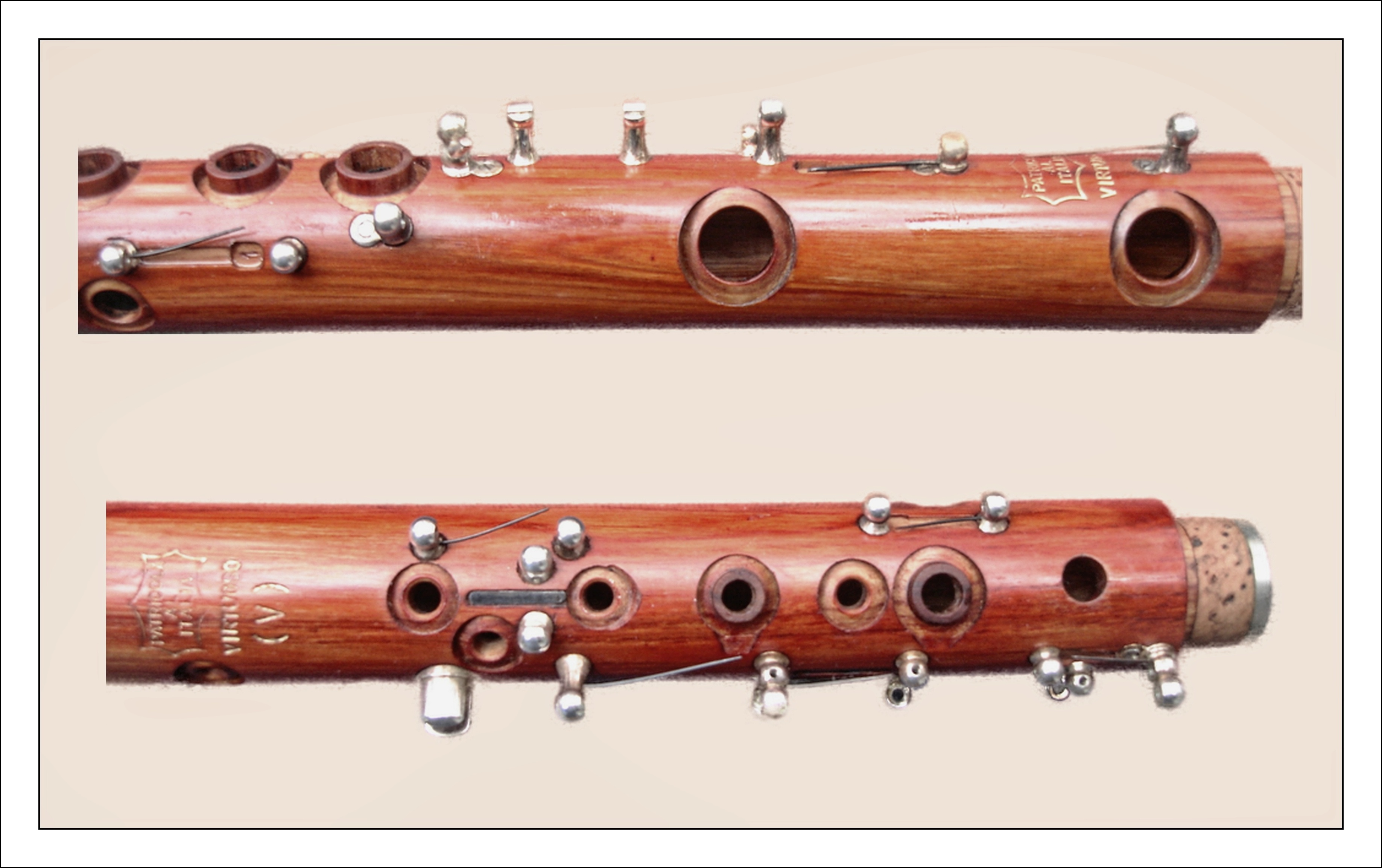
Tourillons et leurs ressorts aiguilles montés sur les deux corps d'une clarinette (sans les clefs).

En organologie, un jeu de tourillons (ou de boules) permet de maintenir libre de rotation au moyen d'une liaison pivot le mouvement d'une clé d'un instrument de la famille des bois. Il s'agit de pièces mécaniques fixes servant de points d'ancrage solidaires du corps de l'instrument de musique. Leur usage a permis d'augmenter progressivement le nombre de clés sur le corps des instruments fabriqués en bois exotique comme l'ébène du Mozambique moins sujet au gauchissement que le buis ou les essences d'arbres fruitiers utilisés pour les instruments baroques. Les tourillons offre la liberté au luthier de les positionner parallèlement ou transversalement par rapport à l'axe de la perce.
- (en anglais : Key post)
- (en allemand : Säulchen ou Böckchen)

## Histoire

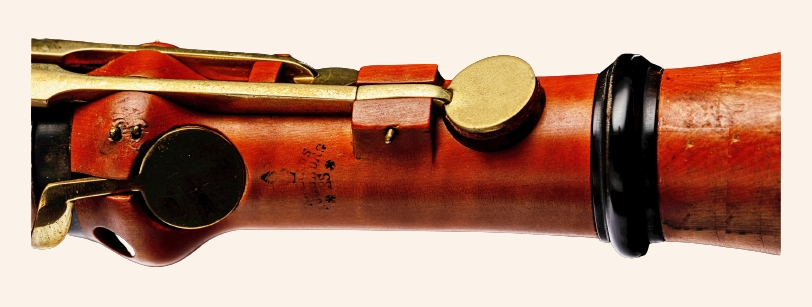
Montage de clés en laiton sur bossage tourné dans le corps d'une clarinette historique à cinq clés (XVIII).

Historiquement l'invention des clés d'extension est attribuée à la famille Hotteterre de La Couture-Boussey vers 1660, elles sont d'abord activées par l'auriculaire de la main inférieure gauche ou droite (extension de l'ambitus vers le registre grave) et étaient fixés avec un montage transversal dans l'encoche d'un anneau extérieur réalisé par le tourneur sur le corps de l'instrument de musique avec un fil de cuivre comme axe de rotation,. Les premières clés ont permis d'atteindre des nouveaux trous percés en aval ou en amont des 8 trous accessibles comme sur le corps d'une flûte à bec ordinaire. 

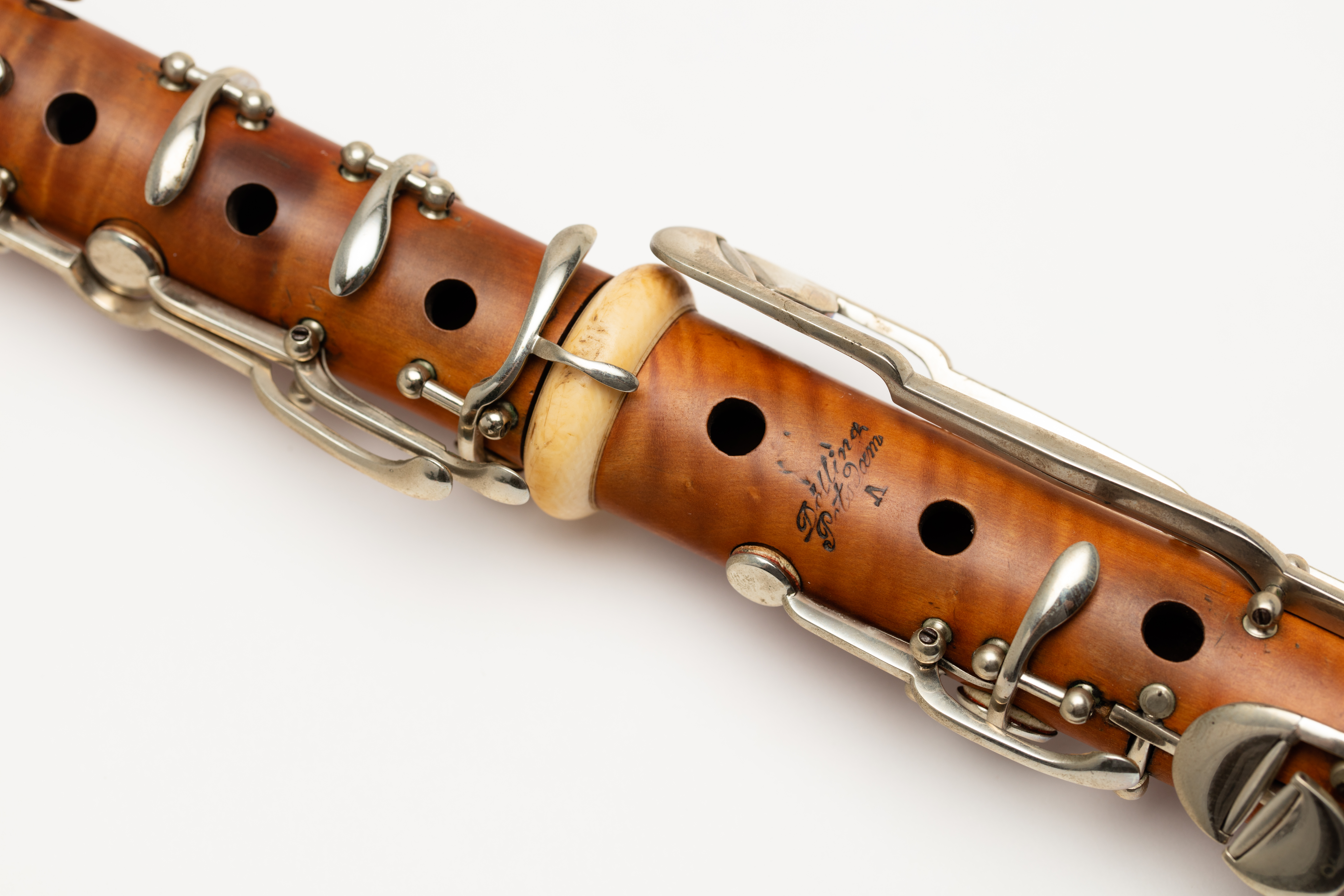
Montage de clés sur tourillons d'une clarinette à treize clés (XIX, maillechort poli).

Afin de compléter l'échelle de la gamme, les premiers tourillons en métal sont apparus pour permettre de positionner des clés entre deux trous d'harmonie avec un montage parallèle (par exemple, pour la clé de do /sol  sur une clarinette historique).
La complexité du clétage des bois s'est accrue, en particulier au cours du XIXe et XXe siècles avec quelques exceptions comme pour le système Boehm de la clarinette stabilisé depuis 1848 (17 clés, 6 anneaux).

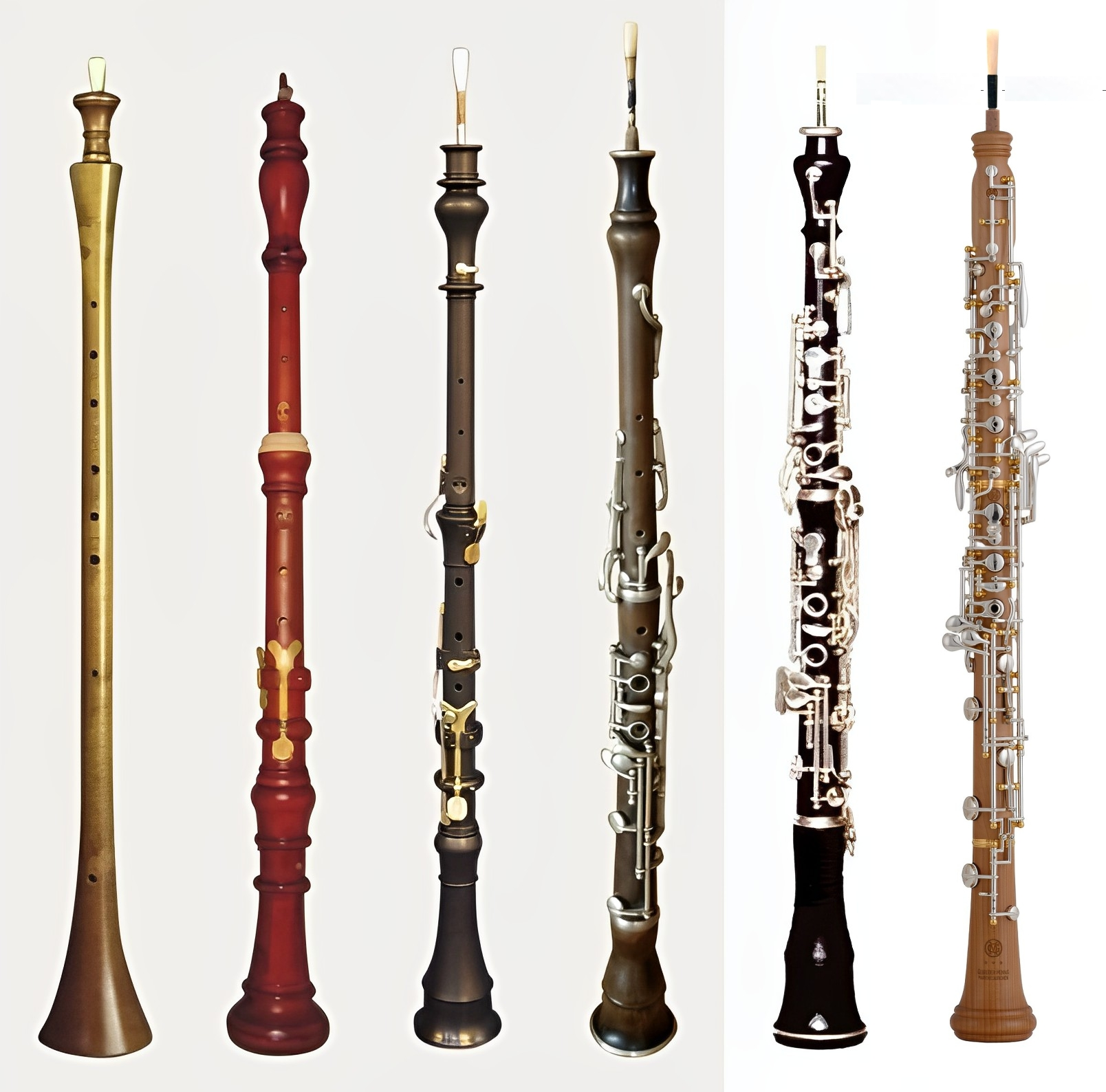
Évolution du hautbois entraînant l'augmentation du nombre de clés et de tourillons.

## Principes de fonctionnement du pivot

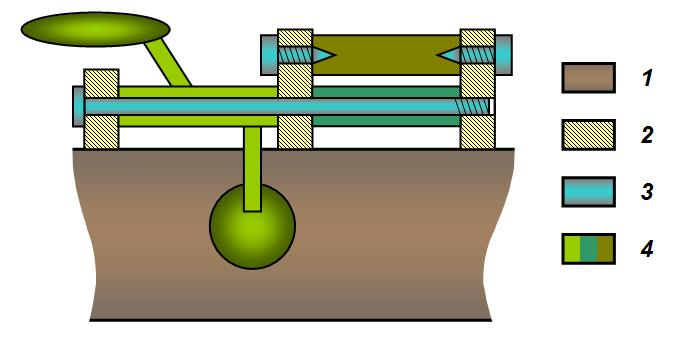
Pivot par axe traversant ou par vis pointeau

Les liaisons pivots sont construites sur deux principes essentiellement : 
- des axes (3) traversant le tube des clés (4) et vissés d'un côté à des tourillons (2) (axe disposant d'un pas de vis à une extrémité et d'une fente à l'autre). Il s'agit de « clefs à charnière »[3].
- des vis (3) maintenant les clefs en bout d'axe, également vissées sur des tourillons. Il s'agit de « clefs à tringle » dont l'axe est plein et percée à chaque extrémité pour recevoir les pointes de vis[4]. Cette solution offre une grande réduction des frottements donc une plus grande vélocité à l'instrument. Elle est surtout moins encombrante, mais ne permet pas l'alignement de plusieurs clés. Seulement là aussi, pour les pièces de grande longueur la maîtrise du jeu mécanique est délicate.

Le tourillon dispose d'un côté d'une extrémité filetée et de l'autre d'une boule surmontant un épaulement pour permettre son serrage sur le corps de l'instrument ; le trou le recevant dans le corps de l'instrument ne doit pas déboucher dans la perce et nécessite ensuite d'être éventuellement taraudé avec précaution[réf. nécessaire]. Une fois le tourillon vissé et immobilisé dans le corps, il est ensuite usiné (perçage et/ou taraudage) pour recevoir vis ou axe en respectant l'alignement de l'axe du pivot. 
Les tourillons peuvent recevoir un ressort à aiguille selon le brevet français (FR 9380) déposé par Louis Auguste Buffet en 1838 pour les clarinettes à anneaux mobiles (système Boehm). Le tourillon recevant le ressort aiguille est percé d'un trou traversant égal au diamètre de ce dernier et parallèle à l'axe de la clé. La base du ressort est aplatie et insérée en force dans le tourillon. La force du ressort dépend de son diamètre et de la cambrure donnée à celui-ci par le luthier. 
Une alternative au ressort aiguille est l'emploi de la corde à piano, qui peut être dorée comme pour les modèles haut de gamme de la maison Georges Leblanc Paris.

## Matériau
Dans le même matériau que celui des clés, les premiers tourillons étaient fabriqués en laiton sujet à la corrosion (vert de gris) à cause de la sudation du musicien. 

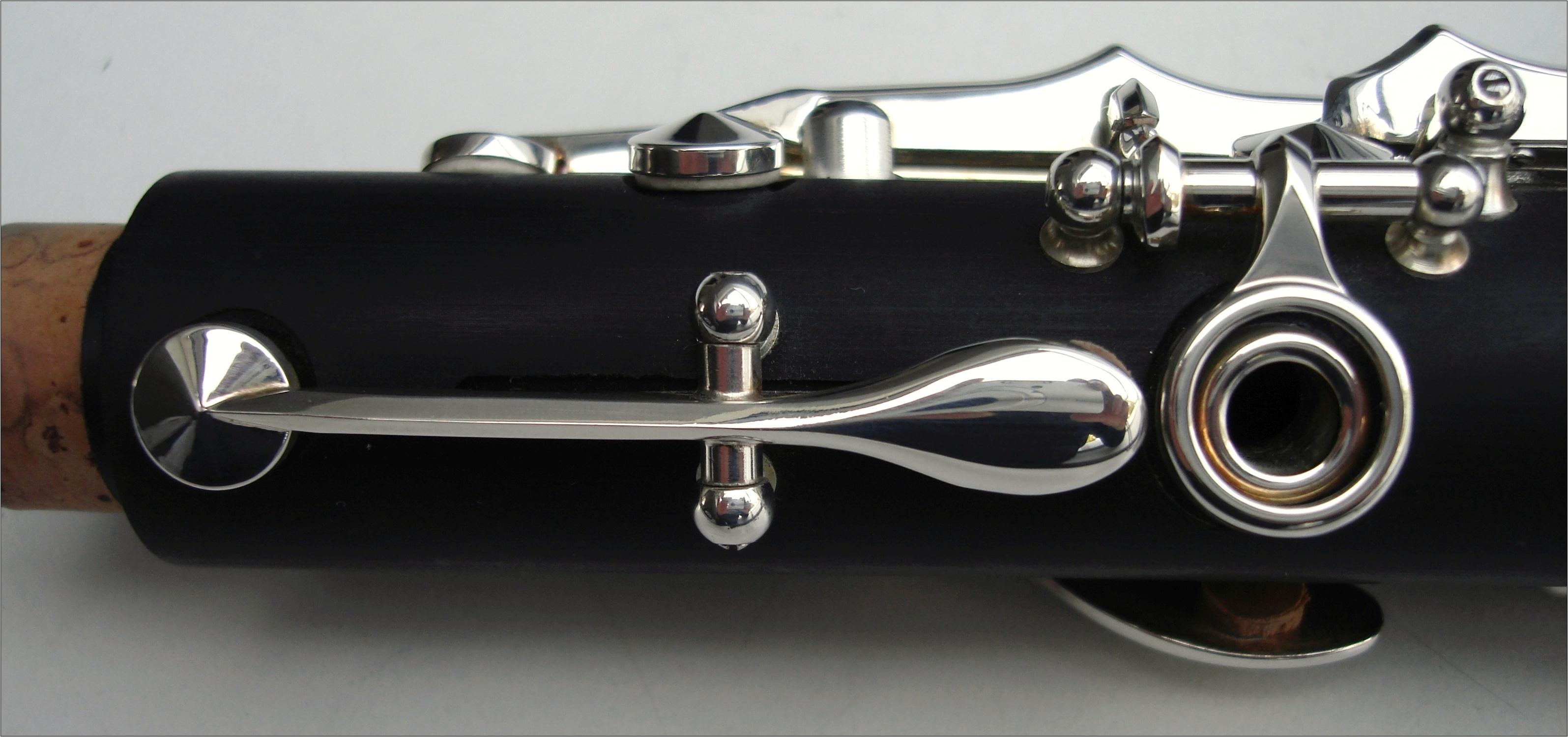
Clé de douzième (à charnière) d'une clarinette avec les deux tourillons maintenant la vis traversante servant d'axe de rotation (finition maillechort nickelé).

Progressivement, le laiton a été remplacé au XIXe siècle par le maillechort choisi pour ses qualités mécaniques par les clétiers. 
Les tourillons peuvent rester brut sans revêtement après polissage ou être nickelés, argentés ou dorés.

## Cas des instruments en métal

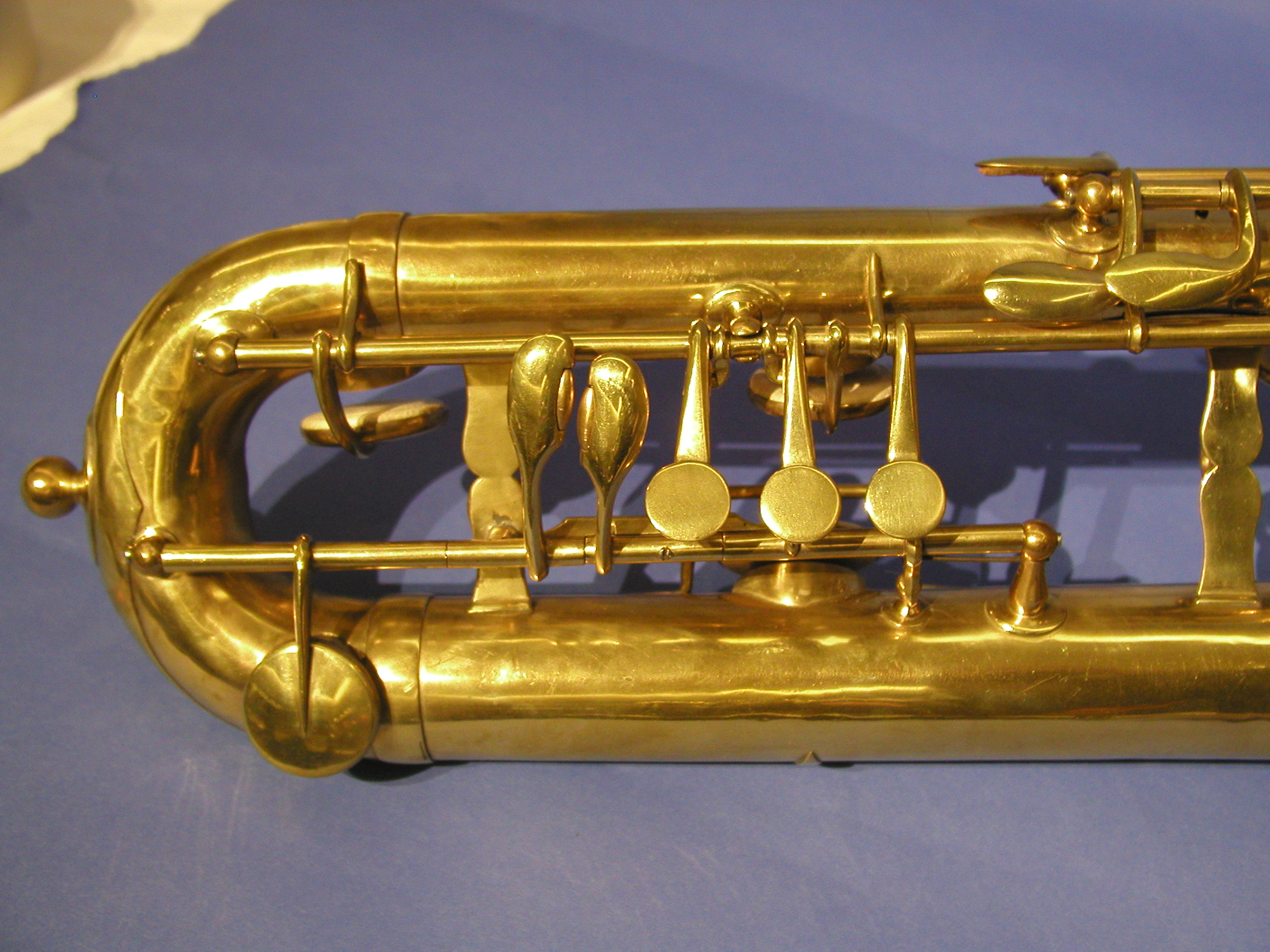
Montage par brasage des tourillons sur un sarrusophone (ca. 1875).

Pour les instruments à vent en métal comme les flûtes, saxophones, clarinettes en métal... , les tourillons sont brasées avec une précision accrue (par rapport au bois) sur le corps.

## Médiathèque

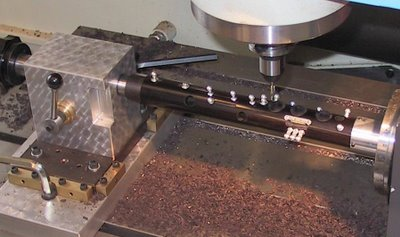
Perçage du corps d'un hautbois équipé de tourillons.